# Perfect Girls / To the Top
 (mars 2012).
Si vous disposez d'ouvrages ou d'articles de référence ou si vous connaissez des sites web de qualité traitant du thème abordé ici, merci de compléter l'article en donnant les références utiles à sa vérifiabilité et en les liant à la section « Notes et références ».
Singles de Dream
Soyokaze no Shirabe / Story
(2005) Breakout
(2010)
Perfect Girls / To the Top est un single indépendant du groupe féminin Dream.

## Présentation
Le single sort en distribution limitée le 9 septembre 2009 au Japon sous le label indépendant Rhythm Republic lié à avex trax, deux ans après le précédent disque du groupe, DRM (en tant que DRM), et quatre ans et demi après son précédent 19e single physique, Soyokaze no Shirabe / Story. Il ne sort qu'en édition "CD+DVD" incluant un DVD contenant le clip vidéo d'un des titres, vendu uniquement lors de prestations du groupe et par le magasin de musique mu-mo, et n'est donc pas classé à l'Oricon.
C'est un single "double face A" contenant deux chansons et leurs versions instrumentales. La chanson Perfect Girls est utilisée comme thème musical pour le film Wangan Midnight The Movie adapté de la série manga Wangan Midnight, tandis que la chanson To the Top est utilisée comme thème musical pour la promotion des coffrets vidéo japonais de la saison 4 de la série Prison Break. Elles figureront sur l'album Hands Up! qui sortira un an plus tard.
C'est le premier disque du groupe à sortir sous le nom Dream (avec majuscule), le premier à ne plus sortir directement sous le label avex trax, et le premier à être enregistré par la nouvelle formation du groupe à six membres, après le départ de Yū Hasebe un an auparavant. 
Le groupe n'avait plus sorti de singles depuis 2004, et ses derniers disques sous le nom dream étaient sortis près de trois ans auparavant, en janvier 2007. Entre-temps, il avait juste sorti un mini-album et quatre « singles digitaux » en 2008 sous le nom DRM.

## Membres
- 1re génération : Kana Tachibana
- 2e génération : Sayaka Yamamoto, Erie Abe, Aya Takamoto, Ami Nakashima, Shizuka Nishida

## Liste des titres
CD
1. Perfect Girls
2. To The Top
3. Perfect Girls (Instrumental)
4. To The Top (Instrumental)

DVD
1. Perfect Girls (clip vidéo)